# Galium incanum
Galium incanum är en måreväxtart som beskrevs av James Edward Smith. Galium incanum ingår i släktet måror, och familjen måreväxter.

## Underarter
Arten delas in i följande underarter:
- G. i. centrale
- G. i. creticum
- G. i. elatius
- G. i. incanum
- G. i. libanoticum
- G. i. pseudocornigerum